# Los 100 éxitos del pop español. Volumen 3
Los 100 éxitos del pop español. Volumen 3 es un álbum recopilatorio de varios artistas, editado en 1998, compuesto por 25 canciones, perteneciente a la compañía discográfica Polymedia.

## Canciones
| N.º | Título                         | Intérprete        | Duración |  |
| 1.  | «Acaba de nacer»               | Ketama            |          |  |
| 2.  | «Mi enfermedad»                | Andrés Calamaro   |          |  |
| 3.  | «Sevilla»                      | Miguel Bosé       |          |  |
| 4.  | «Sabor, sabor»                 | Rosario Flores    |          |  |
| 5.  | «No dudaría»                   | Antonio Flores    |          |  |
| 6.  | «Tocar madera»                 | Manolo Tena       |          |  |
| 7.  | «Pata palo»                    | Kiko Veneno       |          |  |
| 8.  | «Pongamos que hablo de Madrid» | Joaquín Sabina    |          |  |
| 9.  | «Espaldas mojadas»             | Tam Tam Go!       |          |  |
| 10. | «Lo estás haciendo muy bien»   | Semen Up          |          |  |
| 11. | «Por las noches»               | Los Ronaldos      |          |  |
| 12. | «Menuda fiesta»                | Greta y los Garbo |          |  |
| 13. | «Engánchate conmigo»           | Los Rodríguez     |          |  |
| 14. | «Salto mortal»                 | Fangoria          |          |  |
| 15. | «Mil horas»                    | Marcela Ferrari   |          |  |
| 16. | «Los managers»                 | Pata Negra        |          |  |
| 17. | «Cuando la respuesta es no»    | Séptimo Sentido   |          |  |
| 18. | «Cayendo»                      | 091               |          |  |
| 19. | «Mi vida rosa»                 | Los Romeos        |          |  |
| 20. | «Ardo en deseos»               | Valera            |          |  |
| 21. | «Ya soy un hombre»             | Sissi             |          |  |
| 22. | «Escucha»                      | Los DelTonos      |          |  |
| 23. | «Tocaré»                       | Tahures Zurdos    |          |  |
| 24. | «Flor de pasión»               | Avíate!           |          |  |
| 25. | «Perlas ensangrentadas»        | Alaska y Dinarama |          |  |